# Tango & Cash
Tango & Cash är en amerikansk långfilm från 1989 regisserad av Andrej Kontjalovskij (Albert Magnoli tog över senare under inspelningen) med Sylvester Stallone, Kurt Russell, Teri Hatcher och Jack Palance i huvudrollerna.

## Handling
Ray Tango (Sylvester Stallone) och Gabriel Cash (Kurt Russell) är två kända poliser i Los Angeles. De är olika, Tango är en välklädd polis som brukar läsa Wall Street Journal medan Cash är en avslappnad ungkarl. Båda blir anklagade efter ett mord som de inte har begått. De hamnar i fängelse, men får veta att den kände drogkungen Yves Perret (Jack Palance) som har satt dit dem. Tango och Cash bestämmer sig att fly ut ur fängelset, leta efter bevis och ta hämnd.

## Rollista (i urval)
- Sylvester Stallone - Raymond "Ray" Tango
- Kurt Russell - Gabriel "Gabe" Cash
- Teri Hatcher - Katherine 'Kiki' Tango
- Jack Palance - Yves Perret
- Brion James - Courier/Requin
- James Hong - Quan
- Marc Alaimo - Lopez
- Michael J. Pollard - Owen
- Robert Z'Dar - Face/Trucker
- Lewis Arquette - Wyler

## Soundtrack
- Bad English - Best of What I Got
- The Call - Let the Day Begin
- Yazoo - Don't Go
- Alice Cooper - Poison
- Kenneth "Babyface" Edmonds - It's No Crime
- Darktown Strutters - Harlem Nocturne

## Om filmen
- Filmen blev nominerad tre gånger av filmpriset Razzie Awards för bland annat sämsta skådespelare (Sylvester Stallone).